# Верхній Тергень
Верхній Терге́нь (рос. Верхний Тергень) — село у складі Шелопугінського району Забайкальського краю, Росія. Входить до складу Глинянського сільського поселення.

## Населення
Населення — 106 осіб (2010; 170 у 2002).
Національний склад (станом на 2002 рік):
- росіяни — 100 %